# Карол Шелби
Карол Хол Шелби (на английски: Carroll Hall Shelby) е американски пилот от Формула 1, автомобилен дизайнер, състезател, предприемач и автор. Роден е на 11 януари 1923 г. в Лисбург, Тексас, САЩ. Най-известен е с участието си с AC Cobra и „Форд Мустанг“ (по-късно известен като „Шелби Мустанг“) за „Форд Мотър Къмпани“, който той модифицира в края на 60-те години на XX век и началото на XXI век. Той създава Shelby American Inc. през 1962 г. за производство на превозни средства, както и Carroll Shelby Licensing през 1988 г., което прераства в Carroll Shelby International. Той е автор и на автобиография – „Историята на Карол Шелби“.

## Кариера във Формула 1
Карол Шелби дебютира във Формула 1 през 1971 г. в Голямата награда на Франция с частен автомобил на „Мазерати“, в световния шампионат на Формула 1 записва 8 участия, но не успява да спечели точки.